# Adair (Iowa)
Adair é uma cidade localizada no estado americano de Iowa, no Condado de Adair e Condado de Guthrie.

## Demografia
Segundo o censo americano de 2000, a sua população era de 839 habitantes.
Em 2006, foi estimada uma população de 750, um decréscimo de 89 (-10.6%).

## Geografia
De acordo com o United States Census Bureau tem uma área de
5,7 km², dos quais 5,7 km² cobertos por terra e 0,0 km² cobertos por água.

## Localidades na vizinhança
O diagrama seguinte representa as localidades num raio de 24 km ao redor de Adair.